# Longuripes surchiapaneca
Longuripes surchiapaneca är en insektsart som beskrevs av Desutter-grandcolas 1993. Longuripes surchiapaneca ingår i släktet Longuripes och familjen syrsor. Inga underarter finns listade i Catalogue of Life.